# Anacleto Sima Ngua
Anacleto Sima Ngua (ur. 2 czerwca 1936 w Mitemleté, zm. 30 czerwca lub 1 lipca 2018 w Malabo) – gwinejski duchowny rzymskokatolicki, biskup Bata, przewodniczący Konferencji Episkopatu Gwinei Równikowej oraz Stowarzyszenia Konferencji Episkopatów Afryki Środkowej.

## Biografia
24 czerwca 1963 otrzymał święcenia prezbiteriatu i został kapłanem wikariatu apostolskiego Fernando Poo. Po utworzeniu w 1965 wikariatu apostolskiego Río Muni (od 1966 diecezja Bata) został kapłanem tej struktury.
19 listopada 1982 papież Jan Paweł II mianował go biskupem Bata. 6 stycznia 1983 przyjął sakrę biskupią z rąk Jana Pawła II. Współkonsekratorami byli substytut ds. ogólnych Sekretariatu Stanu abp Eduardo Martínez Somalo oraz sekretarz Kongregacji Rozkrzewiania Wiary abp Duraisamy Simon Lourdusamy.
W latach 1992 – 2000 pełnił funkcję przewodniczącego Konferencji Episkopatu Gwinei Równikowej, a w latach 2000 – 2002 przewodniczącego Stowarzyszenia Konferencji Episkopatów Afryki Środkowej.
11 maja 2002 zrezygnował z biskupstwa z przyczyn zdrowotnych.
Zmarł 30 czerwca lub 1 lipca 2018. 5 lipca odbyła się msza pogrzebowa pod przewodnictwem emerytowanego arcybiskupa Malabo Ildefonso Obamy Obono oraz arcybiskupa Malabo Juana Nsue Edjanga Mayé. W pogrzebie uczestniczył prezydent Gwinei Równikowej Teodoro Obiang Nguema Mbasogo wraz z małżonką. Bp Sima Ngua został pochowany w katedrze św. Jakuba Apostoła i Matki Bożej z Pilar w Bata.